# Acquarossa
Acquarossa è un comune svizzero di 1 856 abitanti del Canton Ticino situato nella Media Blenio e capoluogo dell'omonimo distretto, parte della Regione Tre Valli.
Capoluogo comunale è Acquarossa (CAP 6716) situato sul fondovalle nella parte centrale del territorio, più precisamente presso Comprovasco (parte bassa dell'ex-comune di Leontica) dove si trovano i principali servizi comunali e un importante snodo dei servizi di trasporto pubblico Autopostale.

## Geografia fisica
Acquarossa si trova in Val di Blenio, sulle rive del Fiume Brenno, che la attraversa in direzione Nord-Sud.
Il territorio varia dai campi di fondovalle alle vette innevate, la più alta di queste è la Cima di Gana Bianca (2843 m s.l.m.), sul confine con Blenio e Serravalle.

## Origini del nome
Il toponimo Acquarossa ha origine dalla località termale posta nell'ex-comune di Lottigna situata dall'altra sponda della valle.

## Storia
Il comune di Acquarossa è stato istituito il 4 aprile 2004 con la fusione dei comuni soppressi di Castro, Corzoneso, Dongio, Largario, Leontica, Lottigna, Marolta, Ponto Valentino e Prugiasco.
Castro è menzionato per la prima volta nel 1200 come Castri. Corzoneso è menzionato per la prima volta nel 1210 come Cursonexe. Dongio è menzionato per la prima volta nel 1180 come Deuci. Largario è menzionato per la prima volta nel 1207 come Largario. Leontica è menzionata per la prima volta nel 1204 come Levontega Lottigna è menzionata per la prima volta nel 1201 come Lotingnia. Ponto Valentino è menzionato per la prima volta nel 1200 come Ponto Varentino.  In tedesco era conosciuto come Punt.	Prugiasco è menzionato per la prima volta nel 1209 come Puliçasco e nel 1409 come Pruxiascho.
Nell'inverno 1950-1951, le località Acquarossa e Motto vennero raggiunte da rispettive valanghe; ulteriori distacchi di neve si fermarono a ridosso dell'abitato di Corzoneso.

## Monumenti e luoghi d'interesse
- Lo stabilimento dell'ex Albergo delle Terme di Acquarossa, costruito nel 1887[10] da Giuseppe Martinoli[senza fonte];
- L'ex Hotel Acquarossa Terme in prossimità del ponte sul fiume Brenno, risalente al 1786[senza fonte];
- La Villa Boscaia eretta nel 1890 circa per il medico Angelo Scarenzio, direttore delle terme[senza fonte].
- La chiesa di Sant'Ambrogio vecchio, in località Negrentino.

## Società

### Evoluzione demografica
L'evoluzione demografica è riportata nella seguente tabella:
Abitanti censiti

### Lingue e dialetti
| %     | Ripartizione linguistica (gruppi principali) |
| ----- | -------------------------------------------- |
| 7%    | madrelingua tedesca                          |
| 88,1% | madrelingua italiana                         |
| 1,6%  | madrelingua albanese                         |

## Infrastrutture e trasporti
Dal 1911 al 1973 il comune è stato servito dalla stazione di Acquarossa-Comprovasco della ferrovia Biasca-Acquarossa.

## Geografia antropica

### Frazioni
- Castro
- Corzoneso
  - Casserio
  - Corzoneso Piano
  - Cumiasca
- Dongio
  - Marogno
  - Motto
- Largario
- Leontica
  - Acquarossa (Comprovasco)
- Lottigna
  - Acquarossa
- Marolta
  - Traversa
- Ponto Valentino
- Prugiasco

## Clima
Presso Acquarossa nella località di Comprovasco è attiva da parecchi decenni una stazione climatologica di MeteoSvizzera, di seguito i valori climatici normali (norma 1981/2010):
| Acquarossa/Comprovasco (575 m s.l.m.) | Mesi    | Mesi    | Mesi    | Mesi    | Mesi    | Mesi    | Mesi    | Mesi    | Mesi    | Mesi    | Mesi    | Mesi    | Stagioni | Stagioni | Stagioni | Stagioni | Anno    |
| Acquarossa/Comprovasco (575 m s.l.m.) | Gen     | Feb     | Mar     | Apr     | Mag     | Giu     | Lug     | Ago     | Set     | Ott     | Nov     | Dic     | Inv      | Pri      | Est      | Aut      | Anno    |
| ------------------------------------- | ------- | ------- | ------- | ------- | ------- | ------- | ------- | ------- | ------- | ------- | ------- | ------- | -------- | -------- | -------- | -------- | ------- |
| T. max. media (°C)                    | 5,4     | 7,0     | 11,8    | 14,7    | 19,0    | 22,9    | 25,4    | 24,5    | 20,0    | 14,9    | 9,3     | 6,0     | 6,1      | 15,2     | 24,3     | 14,7     | 15,1    |
| T. media (°C)                         | 1,4     | 2,4     | 6,5     | 9,7     | 13,6    | 17,0    | 19,2    | 18,4    | 14,7    | 10,3    | 5,4     | 2,3     | 2,0      | 9,9      | 18,2     | 10,1     | 10,1    |
| T. min. media (°C)                    | −1,5    | −1,2    | 2,0     | 4,8     | 8,7     | 11,8    | 13,8    | 13,4    | 10,5    | 6,9     | 2,2     | −0,5    | −1,1     | 5,2      | 13,0     | 6,5      | 5,9     |
| Giorni di calura (Tmax ≥ 30 °C)       | 0,0     | 0,0     | 0,0     | 0,0     | 0,1     | 1,1     | 2,2     | 1,6     | 0,1     | 0,0     | 0,0     | 0,0     | 0,0      | 0,1      | 4,9      | 0,1      | 5,1     |
| Giorni di gelo (Tmin ≤ 0 °C)          | 20,9    | 17,2    | 8,0     | 1,3     | 0,0     | 0,0     | 0,0     | 0,0     | 0,0     | 0,6     | 7,3     | 17,0    | 55,1     | 9,3      | 0,0      | 7,9      | 72,3    |
| Giorni di ghiaccio (Tmax ≤ 0 °C)      | 1,8     | 1,0     | 0,1     | 0,0     | 0,0     | 0,0     | 0,0     | 0,0     | 0,0     | 0,0     | 0,2     | 1,7     | 4,5      | 0,1      | 0,0      | 0,2      | 4,8     |
| Precipitazioni (mm)                   | 58      | 46      | 63      | 118     | 160     | 130     | 128     | 154     | 146     | 125     | 117     | 73      | 177      | 341      | 412      | 388      | 1 318   |
| Giorni di pioggia                     | 5,4     | 4,9     | 6,1     | 8,4     | 11,4    | 10,2    | 8,8     | 9,8     | 7,7     | 8,5     | 7,6     | 6,5     | 16,8     | 25,9     | 28,8     | 23,8     | 95,3    |
| Ore di soleggiamento mensili          | 87      | 96      | 130     | 127     | 122     | 149     | 172     | 156     | 128     | 98      | 77      | 77      | 260      | 379      | 477      | 303      | 1 419   |
| Pressione a 0 °C (hPa)                | 1 021   | 1 019   | 1 017   | 1 014   | 1 015   | 1 015   | 1 015   | 1 015   | 1 016   | 1 018   | 1 018   | 1 019   | 1 019,7  | 1 015,3  | 1 015    | 1 017,3  | 1 016,8 |
| Tensione di vapore (hPa)              | 4,7     | 4,8     | 5,8     | 7,8     | 11,3    | 14,0    | 16,0    | 16,1    | 13,4    | 10,4    | 6,8     | 5,1     | 4,9      | 8,3      | 15,4     | 10,2     | 9,7     |
| Vento (direzione-m/s)                 | NNW 1,9 | NNW 2,1 | NNW 2,6 | NNW 2,7 | NNW 2,3 | NNW 2,3 | NNW 2,1 | NNW 2,0 | NNW 1,9 | NNW 1,7 | NNW 1,9 | NNW 1,9 | 2,0      | 2,5      | 2,1      | 1,8      | 2,1     |